# Jules Moriceau
Pour les articles homonymes, voir Moriceau.
Jules Moriceau, né le 2 janvier 1887 à Nantes et décédé le 20 juin 1977 à Garches à 90 ans, est un ancien pilote automobile français sur circuits.

## Biographie

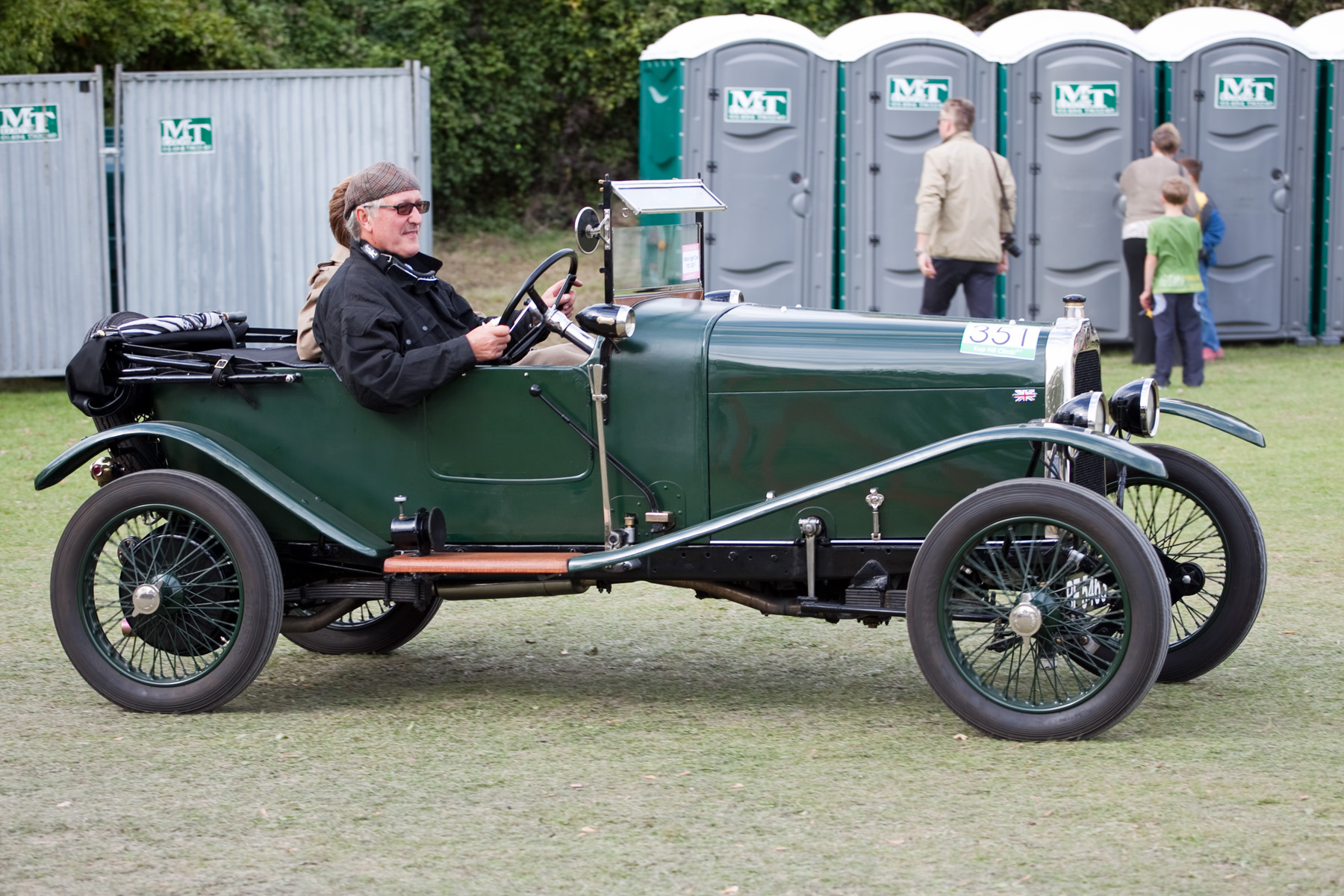
Voiturette Talbot 70 de 1923.

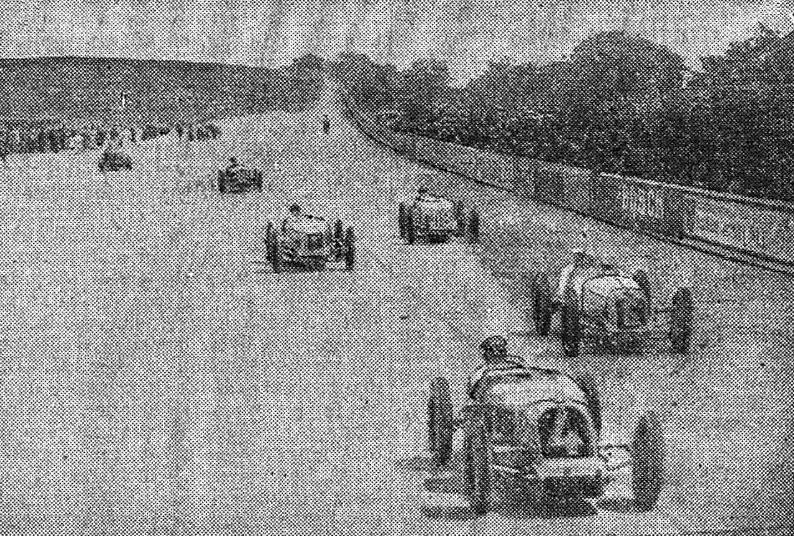
Le départ du Grand Prix de l'ACF 1927.

Moriceau commence son apprentissage de mécanique chez Mors, avant d'entrer chez Darracq et de découvrir le monde des courses comme mécanicien d'Albert Guyot (quatrième des 500 miles d'Indianapolis 1919 sur Ballot 4,9 l) et de Louis Wagner (aussi sur Ballot à l'Indy 500 de 1919), puis d'Henry Segrave durant trois ans ainsi que d'Albert Divo désormais avec Talbot (étant à leurs côtés notamment à Brooklands, à Penya-Rhin et à la Targa Florio).
Il rejoint Talbot comme mécanicien-essayeur au département compétition en 1921 et est nommé pilote officiel entre 1923 et 1927. Il termine deuxième de la Coupe des Voiturettes 1923, précédé par son coéquipier Albert Divo et participe aux Grands Prix de Grande-Bretagne 1926 et de l'ACF 1927 (quatrième aux côtés de William Grover-Williams sur une 700).
Talbot l'engage aux 24 Heures du Mans 1925 avec Edmond Bourlier. En 1926, il est troisième du Grand Prix de Provence à Miramas ainsi que du premier Grand Prix du Salon à Montlhéry, il abandonne cependant à la Junior Car Club 200 mile race.
En 1928 Moriceau remporte la catégorie cyclecars (1,1 l) du Grand Prix d'Antibes sur Amilcar (quatrième au général), et devant Signoret sur Salmson, alors que Grover-Williams finit deuxième de cette course sur Bugatti derrière Chiron.
Il pilote encore aux 500 miles d'Indianapolis 1929 grâce au soutien de l'entreprise américaine Thompson, une Amilcar MCO de 1,25 l de cylindrée et à compresseur sponsorisée sous le nom de Thompson Valve speciale. Cette voiture, alors détentrice d'un record mondial sur le kilomètre lancé, à plus de 200 km/h de moyenne est jusqu'à ce jour la moins puissante jamais engagée dans cette épreuve.
Il devient ensuite garagiste à Paris.